# 姚裕贵
姚裕贵（1971年—），北京理工大学教授、博士生导师，中华人民共和国教育部长江学者特聘教授，从事计算物理与凝聚态理论研究。

## 社会兼职
- 中国计算物理学会理事
- 中国物理学会凝聚态计算专业委员会委员

## 荣誉
- 中国国家杰出青年科学基金获得者
- 中国教育部长江学者特聘教授